# 내셔널 오스트레일리아 은행
내셔널 오스트레일리아 은행(영어: National Australia Bank)은 오스트레일리아의 상업은행이다.